# Pruszanka-Baranki
Pruszanka-Baranki – wieś w Polsce położona w województwie podlaskim, w powiecie bielskim, w gminie Brańsk.
Zaścianek szlachecki Baranki należący do okolicy zaściankowej Pruszanka położony był w drugiej połowie XVII wieku w powiecie brańskim ziemi bielskiej województwa podlaskiego. W latach 1975–1998 miejscowość administracyjnie należała do województwa białostockiego.
Wierni kościoła rzymskokatolickiego należą do parafii św. Doroty w Domanowie.